# Puni
Punii (din latină poeni), cunoscuți și drept cartaginezi, ori fenicieni occidentali, au fost un popor semitic ce au migrat din Fenicia în Mediterana Occidentală în timpul Epocii Fierului timpurii.